# Jezero Most
Jezero Most je antropogenní jezero na území části Starý Most města Most v okrese Most v Ústeckém kraji. Vzniklo jako výsledek rekultivace bývalého hnědouhelného dolu a bylo pojmenováno k uctění památky královského města Most, které bylo zbouráno kvůli těžbě hnědého uhlí. Jezero má rozlohu 311 ha, délku 2,5 km a šířku 1,5 km. Hladina je v nadmořské výšce 199 m n. m. Maximální hloubka činí 71 m a při průměrné hloubce 22 m má objem 69,8 milionů m³. Jezero je přístupné veřejnosti od 12. září 2020.

## Poloha
Jezero se nachází mezi městem Most (1,5 km), areálem chemických závodů (Unipetrol a.s. a Česká rafinérská a.s.) v Litvínově-Záluží (2 km) a obcí Braňany (3 km), přímo pod kopcem Hněvín (399 m n. m.) (1 km) na místě starého města Most (Starý Most), které bylo zbořeno v 70. letech 20. století a na jehož místě vznikl hnědouhelný Důl Ležáky. V blízkosti jezera se nachází přesunutý pozdně gotický kostel Nanebevzetí Panny Marie a sousoší sv. Jana Nepomuckého.
Areál vodní plochy byl od května 2021 napojen na síť MHD města Most v rámci linky č. 16.

## Historie
Jezero vzniklo na místě bývalého Dolu Ležáky, sloužícího od 70. let 20. století do 31. srpna 1999 k těžbě hnědého uhlí. Revitalizaci území, dotčeného těžbou hnědého uhlí, zajišťoval státní podnik Palivový kombinát Ústí. O oficiálním názvu jezera rozhodli zastupitelé 24. září 2020. Navázali tak na oblíbený pracovní název vodní plochy dohodnutý mezi Palivovým kombinátem Ústí a statutárním městem Most na začátku 21. století a zveřejněný 24. října 2008 při zahájení napouštění jezera.
V roce 2008 firma Cheminvest vybudovala hráz přístaviště s kapacitou až několika desítek lodí. Rekultivační práce měly být původně ukončeny v roce 2018, na počátku roku 2019 však bylo ohlášeno, že zpřístupnění jezera pro rekreační účely se odkládá o rok, neboť se objevily problémy s nestabilním geologickým podložím. Projevil se také časový skluz u budování plovoucích mol a dalších objektů, které měly sloužit jako zázemí pro integrovaný záchranný systém. V sobotu 12. září 2020 bylo jezero oficiálně zpřístupněno veřejnosti, i když z důvodu koronavirové krize bez oslav a doprovodného programu jako součásti Mostecké slavnosti, která byla z důvodu pandemické situace rovněž zrušena.
V místě, kde stával děkanský kostel, byly vysázeny kaštanovníky, třešně a moruše. Stromy spolu s cestičkami kopírují původní tvar kostela.

## Vodní režim

### Napouštění
Původní záměr v roce 2002 počítal s napouštěním z řeky Bíliny, ale po přezkoumání hygienická služba zakázala tuto variantu z důvodu vysokého znečištění vody. V úseku, odkud by se jezero napouštělo, byla voda klasifikována stupněm znečištění č. V. (velmi silně znečistěná voda).

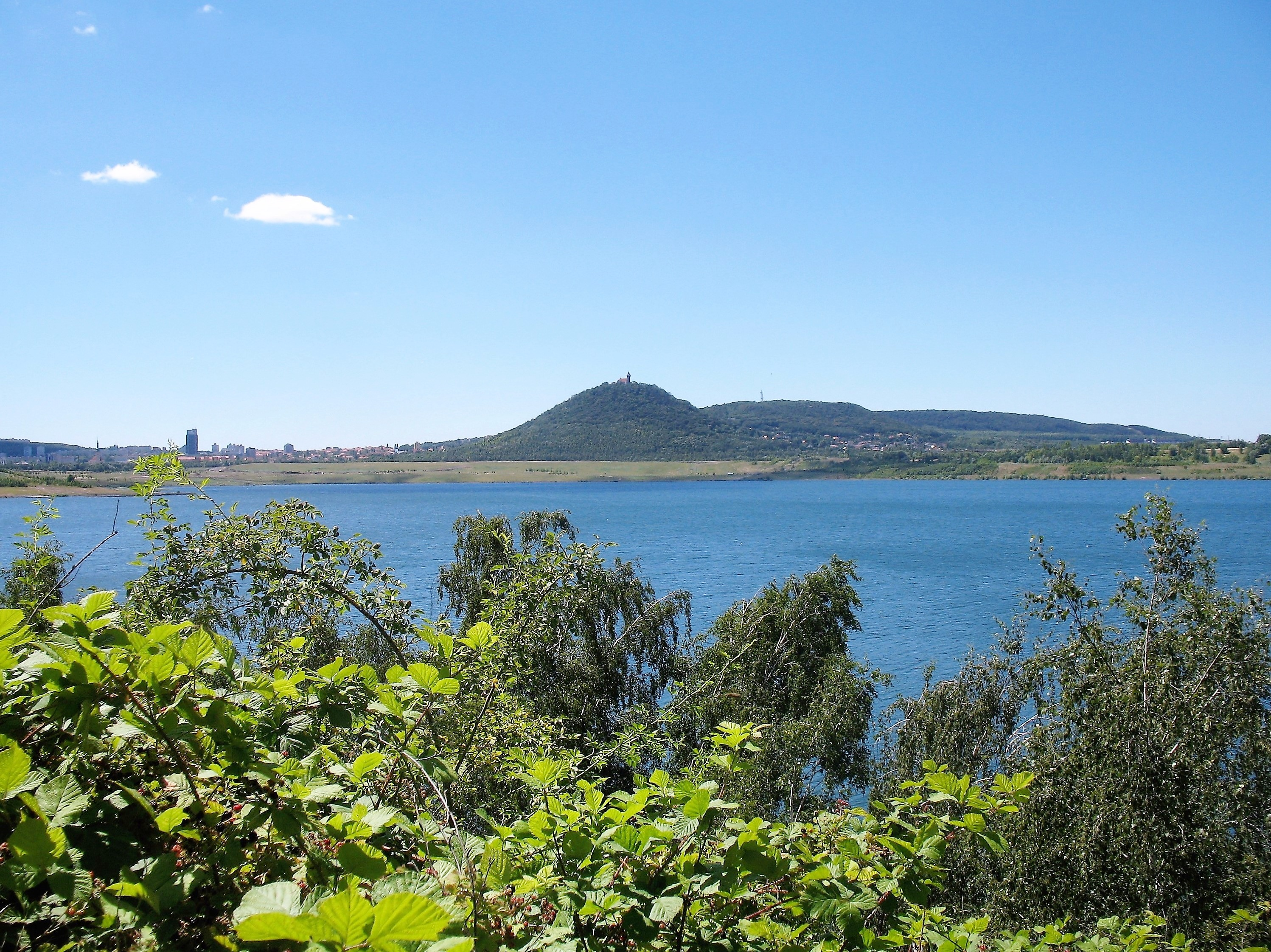
Pohled od jezera na město Most, Hněvín a Široký vrch

Jako vhodnější zdroj vody byla vybraná řeka Ohře, a to prostřednictvím Průmyslového vodovodu Nechranice a ze vzdutí pevného jezu Stranná u stejnojmenné obce Stranná na říčním kilometru 99,230. Zdrojem vody byla také důlní voda z asi 5 km vzdáleného hlubinného dolu Kohinoor a vlastní povodí jezera.
Napouštění bylo oficiálně a slavnostně zahájeno 24. října 2008 a podle projektu mělo být dokončeno v roce 2011. V průběhu napouštění a úprav okolí bylo okolí střeženo a pohyb v něm omezen. U příležitosti druhého výročí od začátku napouštění byl uspořádán den otevřených dveří. Napouštění bylo zastaveno ke dni 25. 6. 2012. V květnu roku 2014 bylo zahájeno dopouštění na kótu konečné hladiny stálého nadržení 199 m n. m. Kóty stálého nadržení bylo dosaženo v září 2014. Od tohoto data do konce roku 2019 bude vodní dílo v režimu ověřovacího provozu. Ke 30. červnu 2012 dosáhla hladina kóty 198,03 m n. m., což odpovídá ploše 297,91 ha a objemu vody 69,809 mil. m³. Od počátku napouštění se tak hladina zvýšila o 52,91 m. Od května 2014 do září 2014 bylo do jezera převedeno celkem 5,0 mil. m³ vody, čímž vodní dílo o ploše 309,41 ha mělo objem 70,480 mil. m³.

### Udržování hladiny

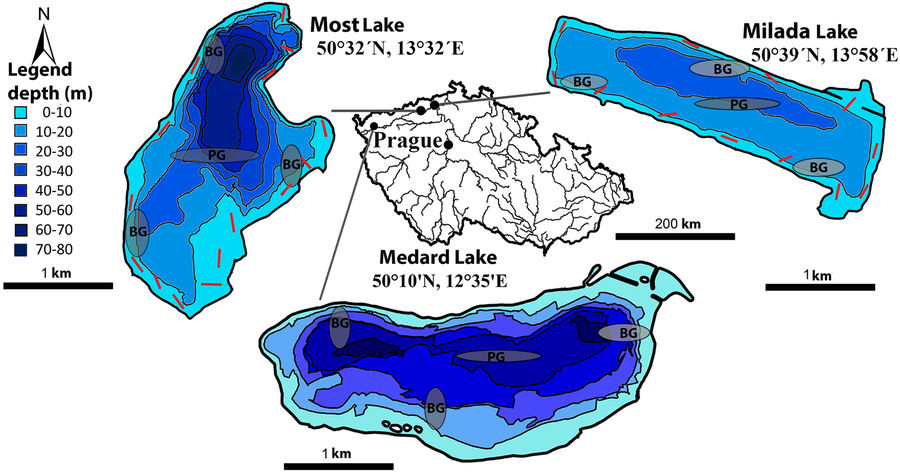
Mapka severočeských rekultivačních jezer s vyznačením jejich hloubky

V roce 2016 se vzhledem k teplejšímu než očekávanému počasí odpařilo z jezera více vody, než stačilo přijmout přirozenou cestou, a tak muselo být opět doplňováno z povodí Ohře, což bylo finančně nákladné. Původní tolerance kolísání ±60 cm byla snížena na ±5 cm a poté zrušena úplně, aby se zabránilo prosychání břehů a nutnosti jejich opětného nasáknutí při dopouštění. Výhledově byla naplánována výstavba čističky důlních vod v dole Kohinoor a přívod vody z něj do jezera Most. Každoročně je na provoz jezera vynakládána částka, převyšující 20 milionů korun, z čehož téměř polovinu mohou činit náklady na zabezpečení přívodu vody z Ohře.

## Fauna
V roce 2013 bylo v jezeře zjištěno 6 druhů vodních měkkýšů: 5 druhů sladkovodních plžů a jeden druh mlže.

### Vodní ptactvo
Sčítání, které u jezera Most provedli v lednu roku 2019 členové mosteckého Ornitoklubu, ukázalo, že ve srovnání se stejným obdobím roku 2018 se zde počet vodních ptáků opět zvýšil. Odborníci zde napočítali celkem 6 042 ptáků, náležejících k 22 druhům. Mezi těmito druhy výrazně převažoval racek chechtavý (1 700 exemplářů) a lyska černá (1 800 ptáků), dále zde byl hojný racek bouřní, rackové bělohlaví, stříbřití a středomořští, polák velký a polák chocholačka. Viděny zde byly také labutě, kachny, volavky nebo kormoráni. Vzácně se vyskytl hohol severní, zrzohlávka rudozobá, morčák velký a bílý, potáplice severní, potápka rudokrká a černokrká, strnad rákosní, linduška luční a turpan hnědý. Podle mosteckých ornitologů tento vysoký počet řadí jezero Most mezi prvních deset nejvýznamnějších zimovišť vodních ptáků v České republice.

### Ptačí park Střimická výsypka
V červnu roku 2025 byl na území bývalé Střimické výsypky na východním okraji jezera Most otevřen největší ptačí park v České republice. Faktické základy vzniku tohoto parku byly položeny již 22. ledna 2025, kdy tato plocha o rozloze 251 ha byla zapsána v katastru nemovitostí jako vlastnictví České společnosti ornitologické (ČSO). Mostecký park se tak stal po parcích Josefovské louky v Královéhradeckém kraji, Zbudovská blata v Jihočeském kraji, Rzy v Pardubickém kraji, Mnišské louky v Libereckém kraji, Malá Lipová v Olomouckém kraji a Kosteliska v Jihomoravském kraji v pořadí již sedmým ptačím parkem v Česku.

## Jezero Most v roce 2018

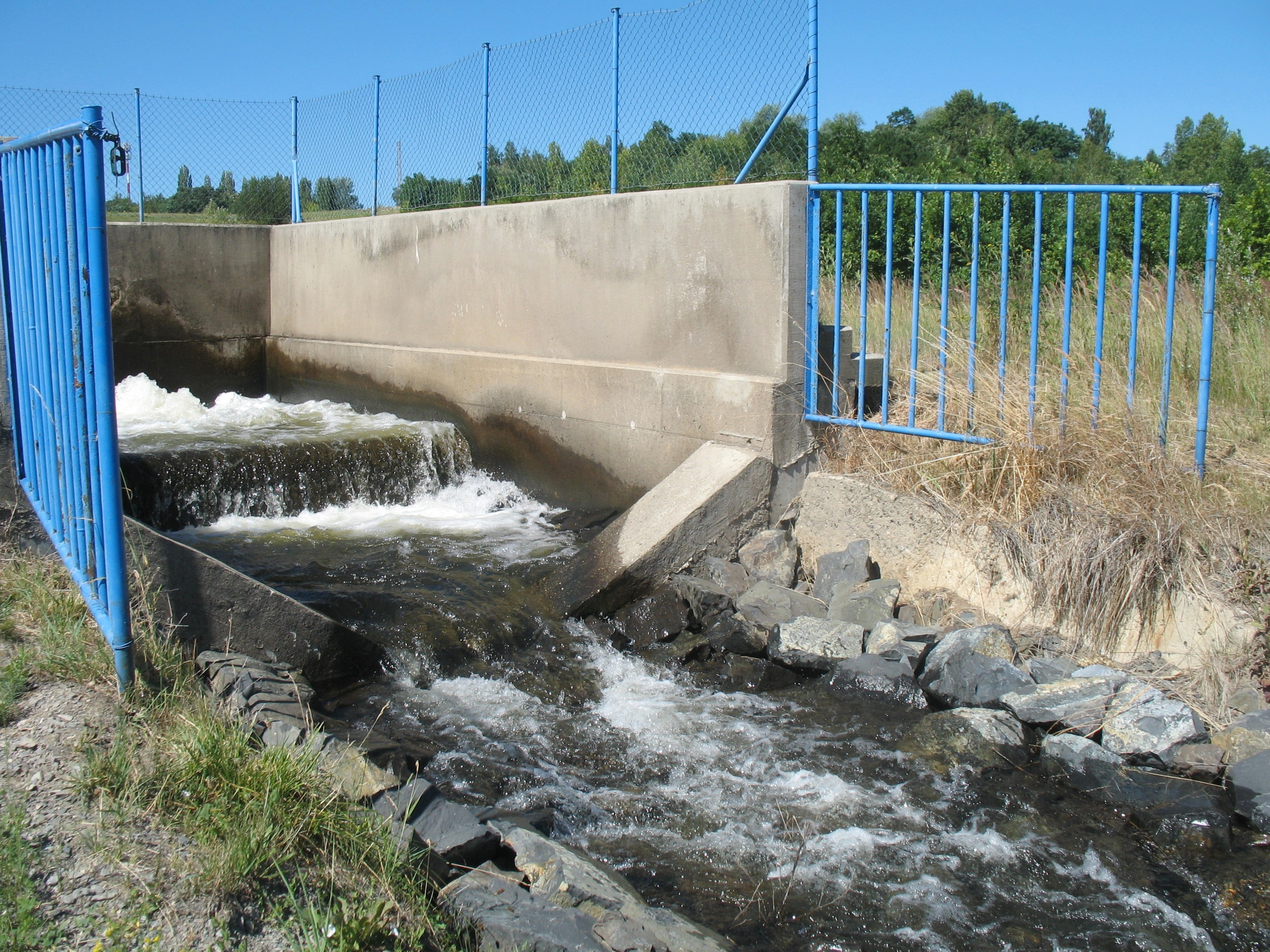
Přivaděč vody z Ohře
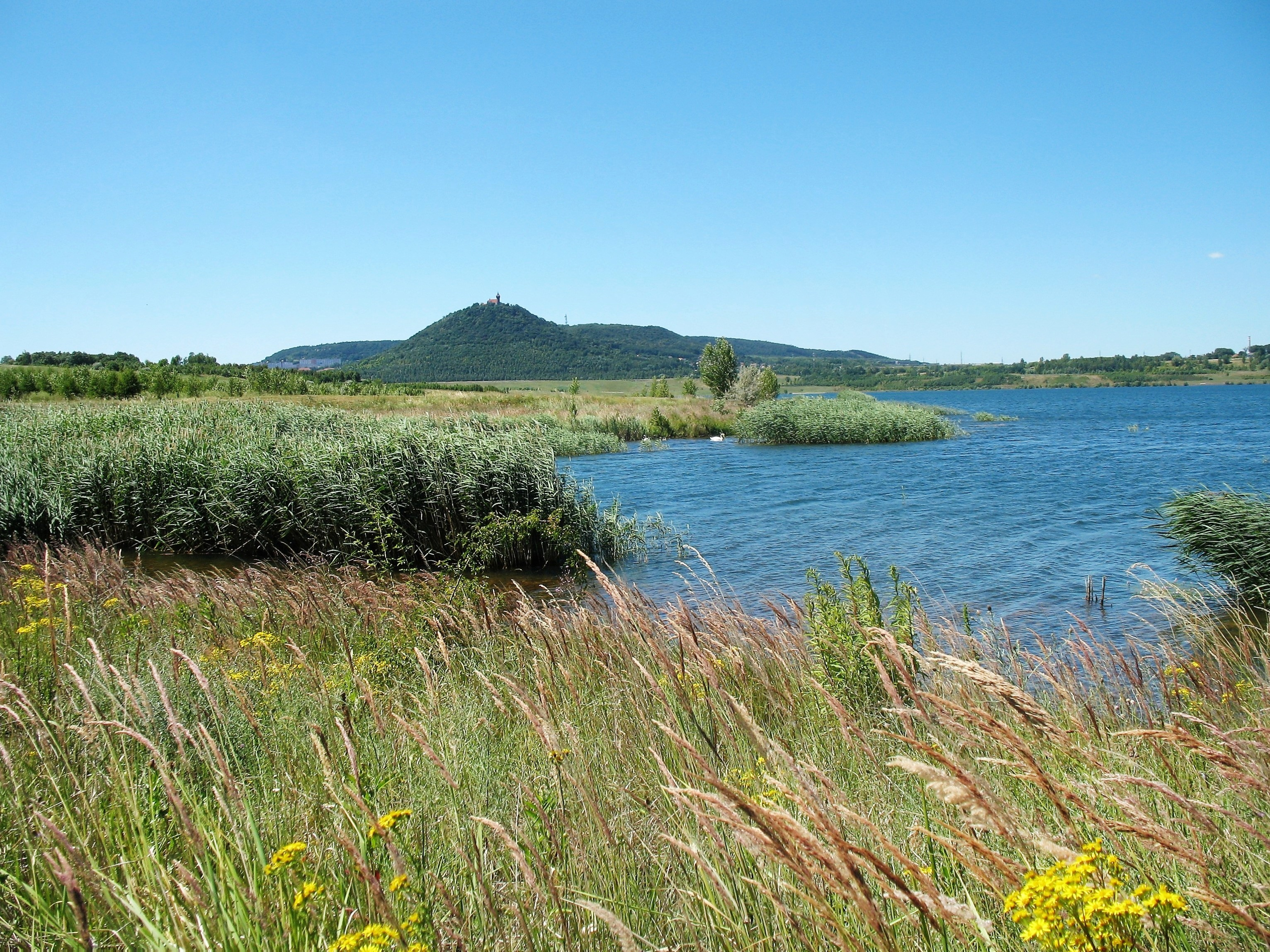
Pohled k Hněvínu
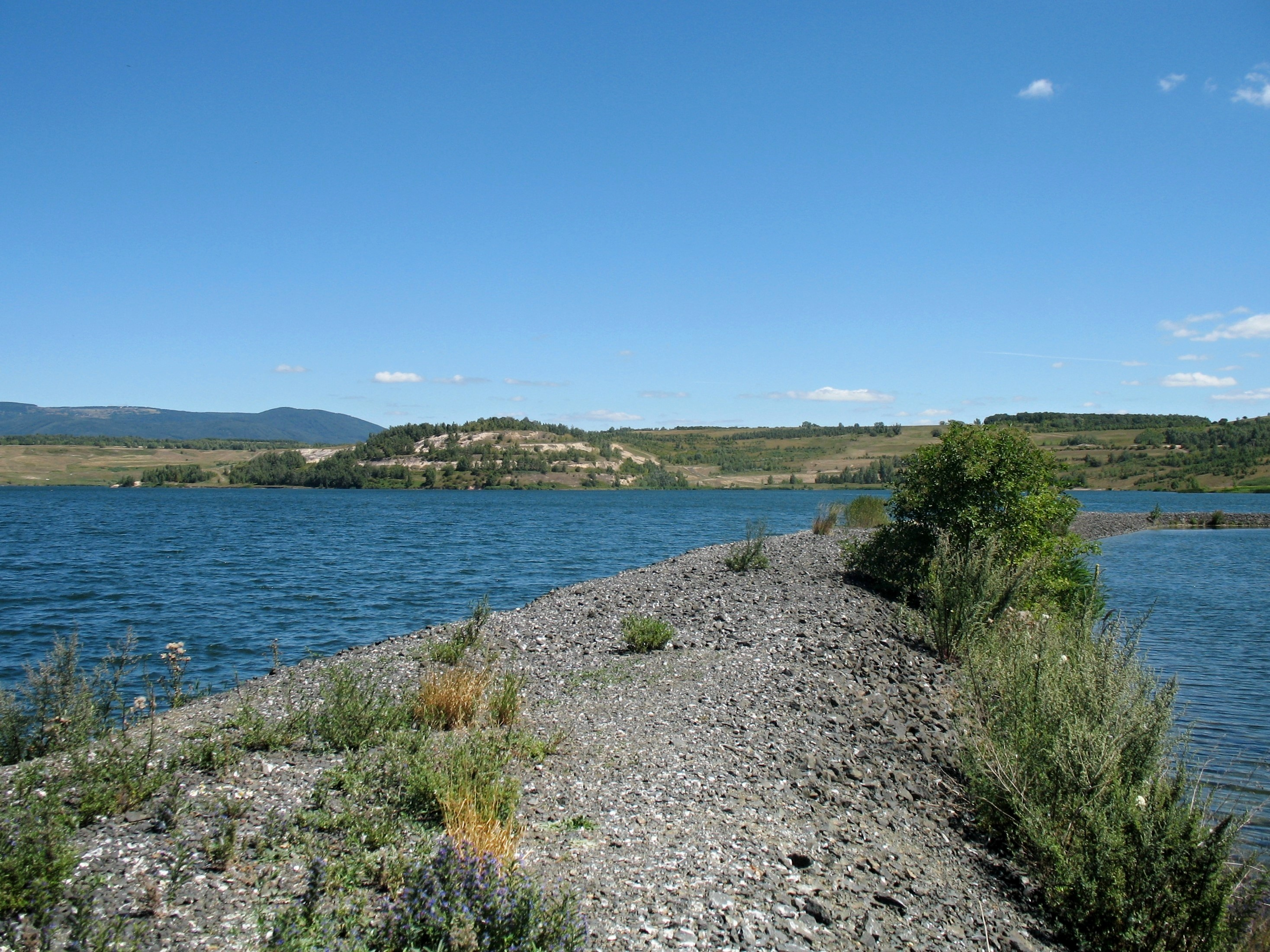
Hráz v jezeře
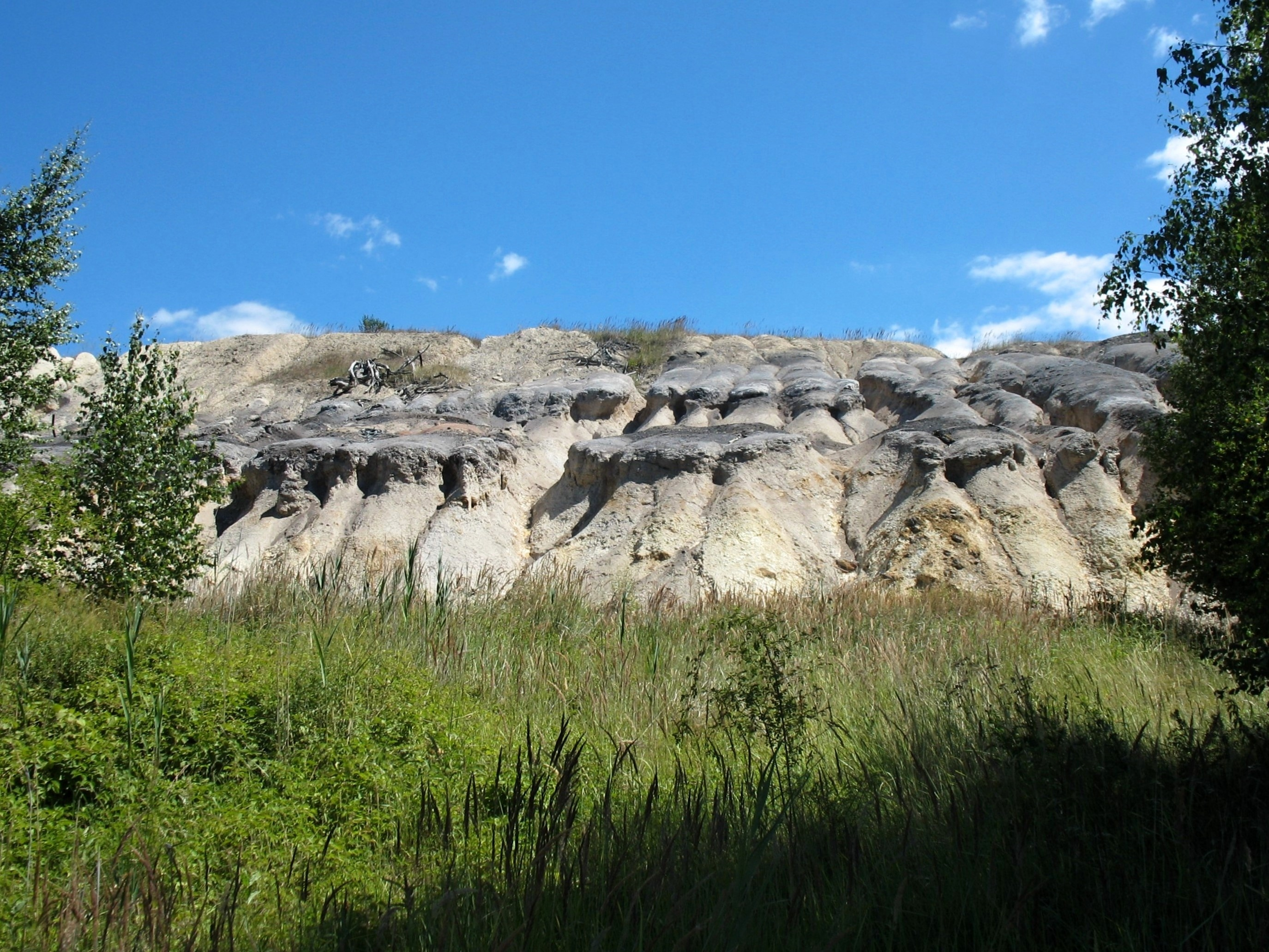
Zemní tvary vzniklé erozí stěny dolu
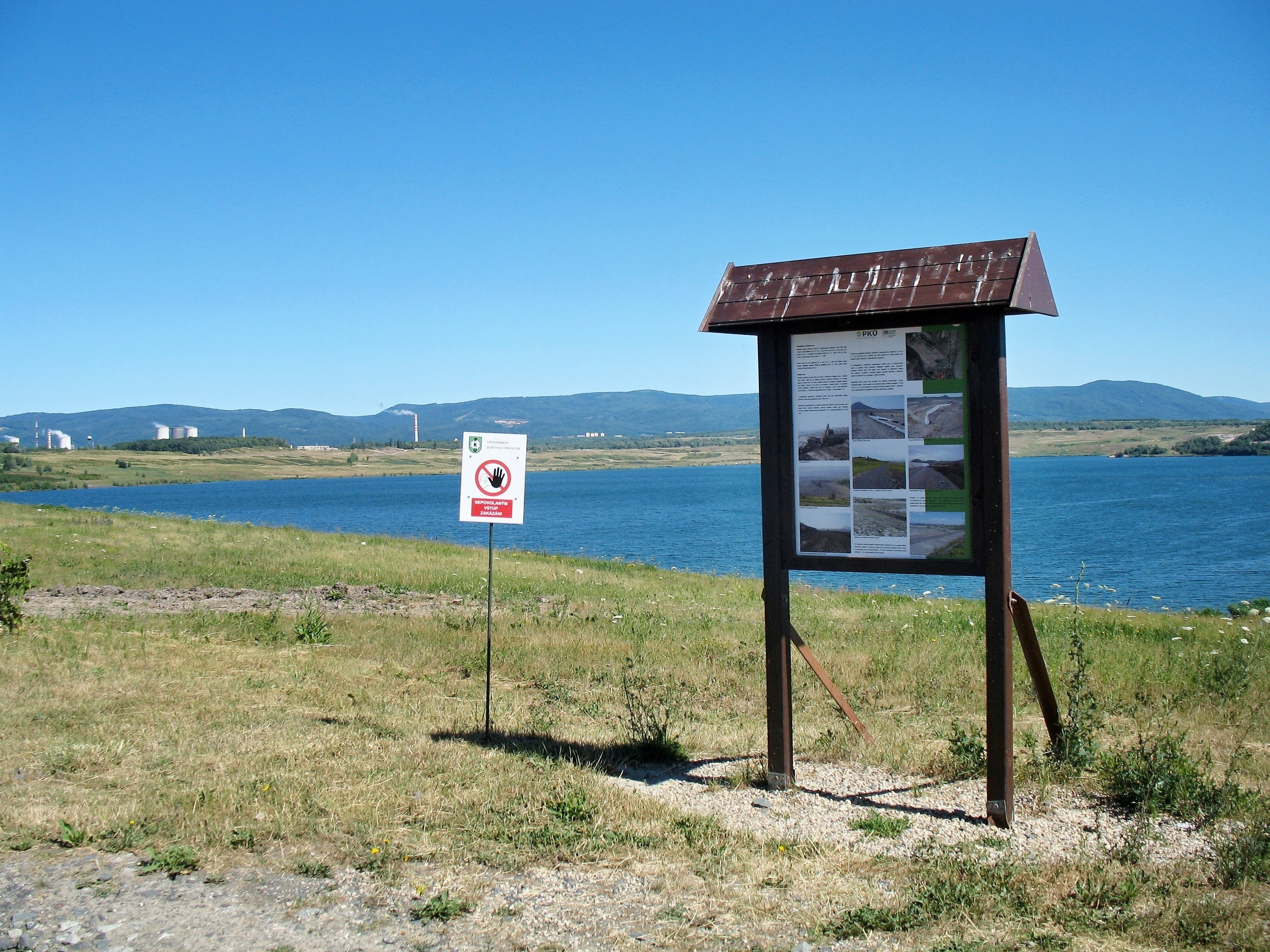
Naučná stezka „Napouštění jezera Most“
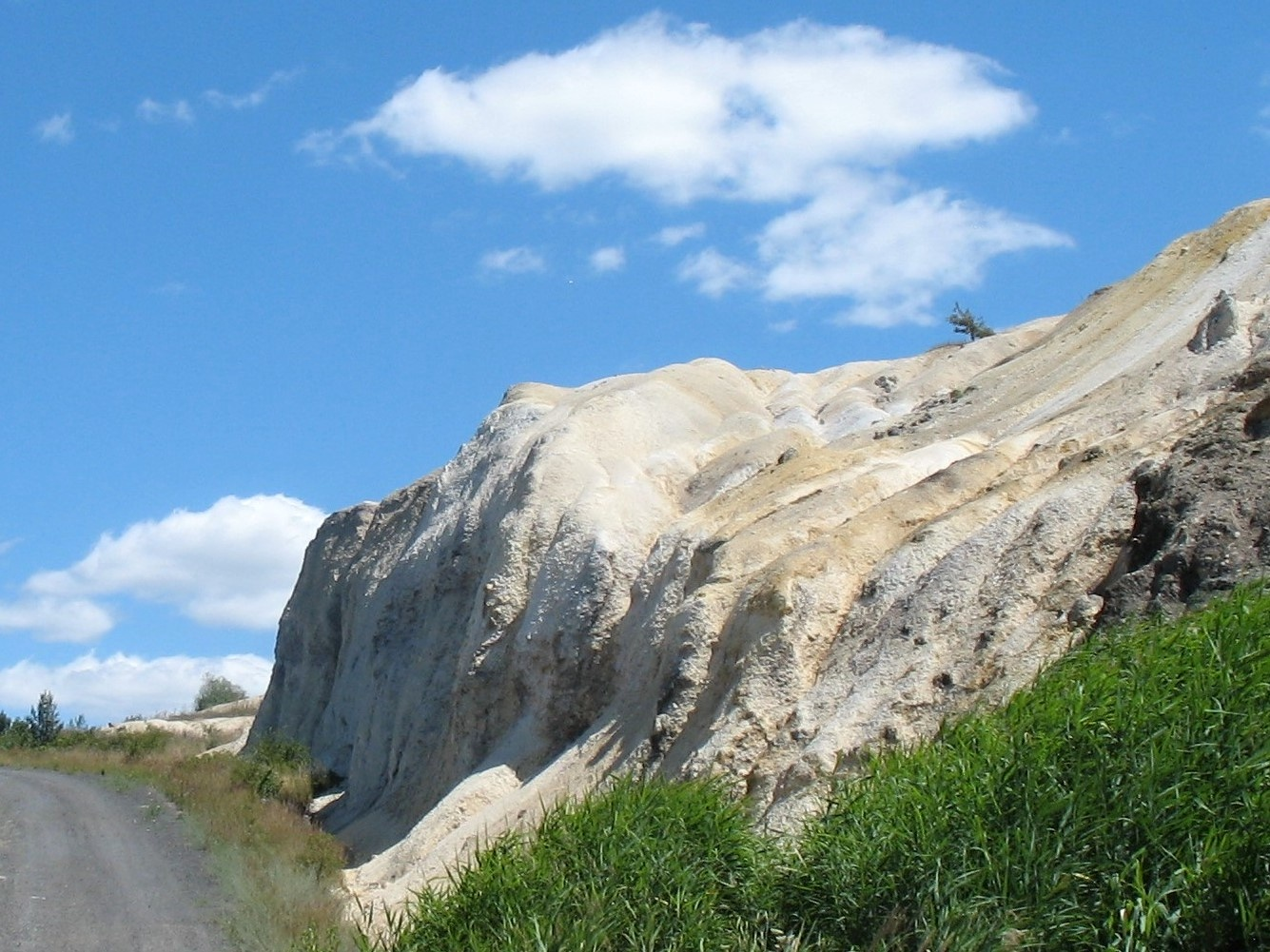
V bývalém Dole Ležáky